# Blijburg

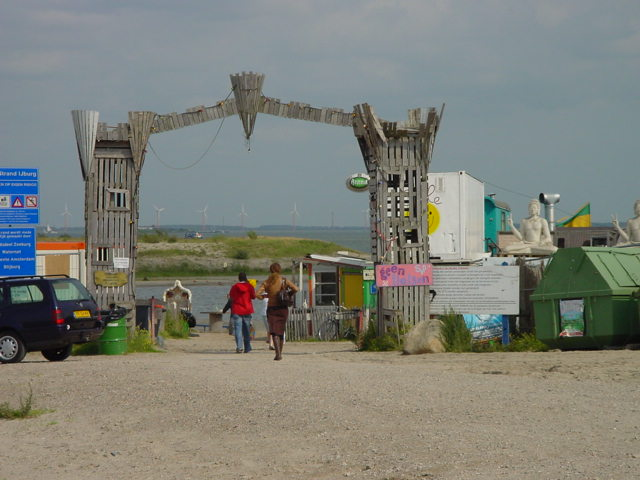
Entreepoort Blijburg

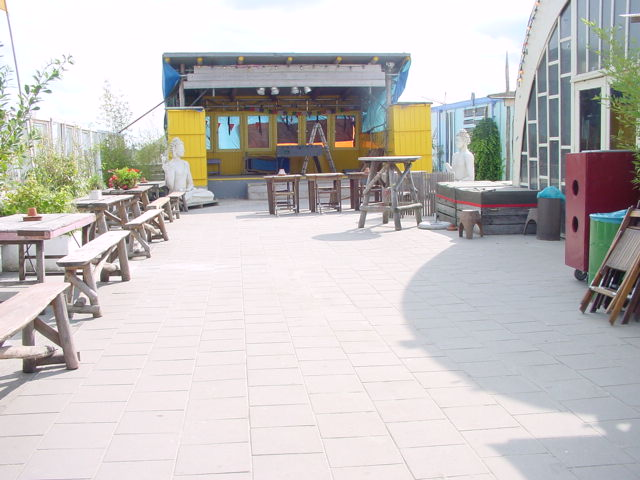
Terras Blijburg

Blijburg was het eerste stadsstrand van Nederland, opgericht door Stanja van Mierlo en Britt Stegerhoek. Het strand met strandtent heeft bestaan van 2003 tot 2018. Het was een tijdelijk strand aan de noordzijde van het Haveneiland in IJburg (Amsterdam). Blijburg is in 15 jaar vier keer verhuisd, de grond volgend die werd aangelegd voor de bouw van de nieuwe stadswijk IJburg.
Blijburg voorzag in een strand waar gezwommen kon worden, en in een culturele programmering dat een podium bood aan diverse kunstenaars en muzikanten. Op Blijburg hebben verscheidene feesten en festivals plaatsgevonden, waaronder het Droomfestival, CostadelSoul, Zeezout, Oranjebloesem, de Zon, Apenkooi en Vrijland.
Blijburg moest in oktober 2018 sluiten omdat de stad tien jaar eerder dan afgesproken met de onderneming versneld land ging klaarmaken om woningen te bouwen. Blijburg kon die bouwput en het verlies van strand niet overleven.
In 2019 is er echter wel een nieuw, openbaar zandstrand geopend aan de westkant van Strandeiland, aan de IJburgbaai, niet ver van de laatste locatie van Blijburg. In het stedenbouwkundig plan van Strandeiland staat dat dit strand er definitief zal blijven. Sinds september 2021 zit op dit nieuwe openbare strand een vestiging van restaurant De Japanner, voor een deel gebruik makend van de oude keet van Blijburg.

## Geschiedenis
Het strand werd aanvankelijk geopend in 2003 op enkele honderden meters van de laatste plek. Het werd in september 2005 weer gesloten omdat de oprukkende woningbouw ruimte opeiste. Aangezien het in korte tijd populair was geworden, en Amsterdammers in opstand kwamen, werd een vervangende locatie gezocht. Op 5 mei 2006 werd deze geopend voor een periode van drie jaar.
Eind 2009 werd die locatie gesloten en moest Blijburg voor de zomer van 2010 opnieuw verhuizen naar een stuk strand vijfhonderd meter verderop. Vanuit deze derde plek moest het stadstrand nog een keer verhuizen naar een vierde locatie, in de tweede fase van de bouw van IJburg.
In het najaar van 2015 na de vierde verhuizing in twaalf jaar ging Blijburg open op een plek waar ze 12 jaar kon blijven.
Op 30 september 2018 werd ook deze locatie gesloten; op het toekomstige Strandeiland is vooralsnog een plek gereserveerd voor een nieuw Blijburg; of die er komt is onduidelijk.
Het strand lag op enkele minuten loopafstand van het eindpunt van tramlijn 26. Buslijn 66 en 360 hebben een halte bij het vroegere strand.